# Star Wars: Yoda Stories
Star Wars: Yoda Stories — приключенческая компьютерная игра 1997 года по мотивам франшизы «Звёздные войны», разработанная компанией LucasArts. Игра является второй и последней игрой в серии Desktop Adventures компании LucasArts, первой из которых была Indiana Jones and His Desktop Adventures. Игра была выпущена в марте 1997 года для Windows и портирована на Game Boy Color компанией Torus Games в декабре 1999 года.

## Игровой процесс

Игровой процесс Star Wars: Yoda Stories, игрок управляет Люком Скайуокером с видом сверху; слева находится игровое пространство, справа располагается инвентарь, оформленный в графическом интерфейсе Windows 95

Yoda Stories — короткая, случайным образом генерируемая приключенческая игра в жанре point and click, рассчитанная на то, что игроки смогут закончить её за час. В игре нет главного сюжета или конечной цели. Каждый раз при начале новой игры игрок получает задание выполнить случайную миссию. Это может быть спасение другого персонажа «Звездных войн», добыча предмета, предупреждение Повстанцев о нападении или уничтожение имперского объекта.
Игрок управляет Люком Скайуокером с видом сверху. Люк перемещается по двухмерной сетке, может экипировать и использовать оружие для победы над врагами, толкать и тянуть определенные предметы, а также собирать предметы в свой инвентарь для последующего использования. Каждая миссия проходит на новой процедурно генерируемой планете и требует от игрока выполнения серии головоломок. После решения последней головоломки и выполнения задания игроку выставляется оценка, основанная на его результатах, и он может переиграть задание или начать новую игру.
Из-за ограничений аппаратного обеспечения Game Boy Color, порт для данной игровой системы сокращен до пятнадцати постоянных миссий, с упрощенной графикой.

## Критика
| Иноязычные издания     | Иноязычные издания |
| Издание                | Оценка             |
| ---------------------- | ------------------ |
| CGW                    | (PC)               |
| IGN                    | 2/10 (GBC)         |
| PC PowerPlay           | 64 % (PC)          |
| Science Fiction Weekly | A-                 |

Версия Yoda Stories для Windows была принята плохо. Роберт Коффи из Computer Gaming World назвал игру «очень плохой» и «графически устаревшей», и что в ней миры наполнены «большеголовыми, карикатурными персонажами и дурашливыми монстрами, которые (почти) просто позорны». Обозреватель GameSpot высказал аналогичную критику, назвав игру «полусерьезным продуктом», заявив, что «бои неуклюжи и не приносят никакого удовлетворения» и «фоны такие же плоские и безжизненные, как и игровой процесс». Гарет Джонс из PC PowerPlay похвалил игру, назвав ее «милой (и) забавной, с большим запасом долговечности» и похвалив ее за затягивающий игровой процесс. Обозреватель Science Fiction Weekly Брукс Пек посчитал что поклонники вселенной получат от игры удовольствие, но отметил что в игре существует только три типа планет, и что в джунглях мешает то, что деревья часто заслоняют вид.
Yoda Stories для Game Boy Color также получила негативные отзывы. Крейг Харрис из IGN заявил, что игра была «одной из самых убогих в техническом плане и структурно раздражающих игр для Game Boy», отметив плохую графику, анимацию, звук и управление. Yoda Stories стала самой низко оцененной игрой для Game Boy Color по версии IGN.
Ретроспективные оценки игры были неоднозначными. Обозреватель Inverse Брайан Ванхукер назвал игру «легкой и доступной» и взял интервью у ведущего геймдизайнера Хэла Барвуда, который выразил мнение, что игра «опередила свое время и (что) ее плохой прием был неоправданным», поскольку рецензенты неправильно истолковали ее предназначение как казуальной игры. Ричард Коббетт из PC Gamer отметил, что серия Desktop Adventures «(имела) довольно много перспектив», хотя игра страдает от «нехватки игровых ассетов и недостатка контента».